# 페드로 알모도바르
페드로 알모도바르(스페인어: Pedro Almodóvar, 1949년 9월 25일~)는 스페인의 영화 감독, 각본가, 제작자이자 전직 배우이다. 스페인 뉴웨이브의 대표적인 감독이다. 2024년 영화 《룸 넥스트 도어》를 통해 베네치아 영화제 황금사자상을 수상했다.

## 초기 삶
18세에 영화인이 되기로 결심하고 마드리드로 상경했다. 프랑코가 국립영화학교의 문을 닫았기 때문에 여러 가지 예술활동을 하면서 감각을 키웠다.

## 작품 목록
- 산 정상의 페피, 루시, 봄 그리고 다른 사람들(1980)
- 정열의 미로(1982)
- 나쁜 버릇(1983)
- 내가 뭘 잘못 했길래(1984)
- 마타도르(1986)
- 욕망의 법(1987)
- 신경쇠약 직전의 여자(1988)
- 욕망의 낮과 밤(1990)
- 하이힐(1991)
- 키카(1993)
- 비밀의 꽃(1995)
- 라이브 플래쉬(1997)
- 내 어머니의 모든 것(1999)
- 그녀에게(2002)
- 나쁜 교육(2004)
- 귀향(2006)
- 브로큰 임브레이스(2009)
- 내가 사는 피부(2011)
- 아임 소 익사이티드(2013)
- 줄리에타(2016)
- 페인 앤 글로리(2019)
- 더 휴먼 보이스(2020)
- 패러렐 마더스(2021)
- 스트레인지 웨이 오브 라이프(2023)
- 룸 넥스트 도어(2024)

## 상
- 제59회 칸영화제 각본상 - 《귀향》